# 土公神

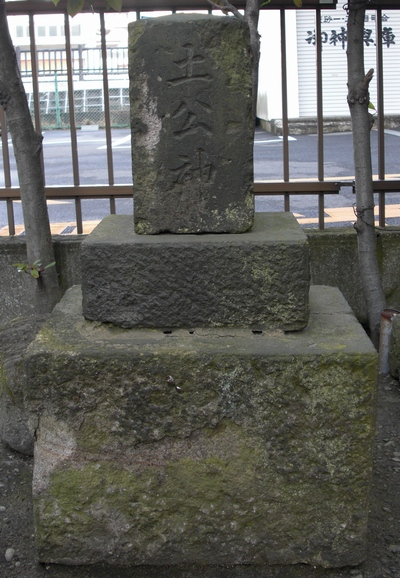
東京都江東区東砂・陶首稲荷の土公神

土公神（どくじん・どくしん・どこうしん）とは、陰陽道における神の一人。土をつかさどるとされ、仏教における「堅牢地神」（けんろうちしん=地天）と同体とされる。地域によっては土公様（どこうさま）とも呼ばれ、仏教における普賢菩薩を本地とするとされる。
土をつかさどるこの神は、季節によって遊行するとされ、春はかまど（古い時代かまどは土間に置かれ、土や石でできていた）、夏は門、秋は井戸、冬は庭にいるとされた。遊行している季節ごとにかまどや門、井戸、庭に関して土を動かす工事を行うと土公神の怒りをかい、祟りがあるという。
また、土公神はかまどの神（かまど神）ともされ、かまどにまつり朝晩に灯明を捧げることとされる。この神は、不浄を嫌い、刃物をかまどに向けてはならないとされる。